# Нестор (Тугай)
Епископ Нестор (в миру Никита Арсентьевич Тугай; 3 апреля 1900, село Жуляны, Киевская губерния — 17 февраля 1969, Киев) — епископ Русской православной церкви, епископ Черниговский и Нежинский.

## Биография
Родился 3 апреля 1900 года в крестьянской семье села Жуляны (ныне Киевского района Киевской области).
В 1910 года принят в Киево-Печерскую Лавру, где несколько лет нёс различные послушания.
В 1918 году выдержал испытание на псаломщика при Киевской Духовной Консистории.
В 1920 году окончил пастырские курсы при Киево-Михайловском монастыре, получив возможность стать приходским священником.
В 1923 году переведён в Петроград, где стал регентом Киевского подворья, где в 1924 году пострижен в монашество с именем Нестор и рукоположён в сан иеродиакона епископом Полоцким Нектарием (Трезвинским).
16 февраля 1933 года был арестован в Ленинграде и 5 апреля 1933 года приговорён к 10 годам лагерей.
С 12 июля 1941 до декабря 1945 года находился в рядах Красной армии, служил в 71-й Отдельном зенитном артиллерийском дивизионе и в авиадесантном полку. Дважды был ранен. Был награждён двумя медалями, одна из них «За боевые заслуги».
После окончания войны возвратился в Киев и был принят в число братии Киево-Печерской Лавры на послушание уставщика.
30 декабря 1946 года митрополитом Киевским и Галицким Иоанном рукоположён в сан иеромонаха и назначен благочинным Лавры.
В 1949 году поступил в Киевскую духовную семинарию, которую окончил в 1953 году по первому разряду.
1 августа 1953 года назначен наместником Киево-Печерской лавры. 16 августа возведён в сан архимандрита.
6 декабря 1953 года во Владимирском соборе Киева хиротонисан во епископа Уманского, викария Киевской епархии, с оставлением наместником лавры. Хиротонию совершили митрополит Киевский и Галицкий Иоанн (Соколов), архиепископ Херсонский и Одесский Никон (Петин), епископ Волынский и Ровенский Палладий (Каминский), епископ Черновицкий и Буковинский Андрей (Сухенко).
С 11 ноября 1954 года — епископ Переяслав-Хмельницкий, викарий той же епархии.
16 марта 1961 года, вслед за закрытием Киево-Печерской лавры, назначен епископом Харьковским и Богодуховским.
С 30 марта 1964 года — епископ Черниговский и Нежинский, временно управляющий Сумской епархией.
До последних лет жизни сохранил молитвенность, иноческую скромность и простоту. Он очень любил уставные богослужения, и обладая хорошим слухом часто принимал участие в пении.
Умер 17 февраля 1969 года в Киеве. Похоронен на городском Зверинецком кладбище.